# Национални пут Јапана 330
Национални пут Јапана 330 је Национални пут у Јапану, пут број 330, који спаја градове Окинава у префектури Окинава и Наха, у префектури Окинава укупне дужине 26,1 км.

## Главна укрштања
- Са исток:
  - Национални пут Јапана 329, Окинава
  - Аутопут Окинава
  - Национални пут Јапана 507
- Са запада:
  - Национални пут Јапана 58
  - Национални пут Јапана 331
  - Национални пут Јапана 390